# Saison 2 de The Walking Dead
Pour la saison 2 de la série de jeux vidéo, voir The Walking Dead : Saison 2.
Chronologie
Saison 1 Saison 3
La deuxième saison de The Walking Dead, série télévisée américaine inspirée de la bande dessinée du même nom de Robert Kirkman et Charlie Adlard est constituée de treize épisodes, diffusés du 16 octobre 2011 au 18 mars 2012 sur AMC.
Cette saison suit les aventures de Rick Grimes et son groupe, depuis leur rencontre avec une horde de « rôdeurs » sur une autoroute, entraînant la disparition de Sophia Peletier, jusqu'à leur fuite de la ferme des Greene qui est envahie par les « rôdeurs ».

## Généralités
Cette deuxième saison, composée de treize épisodes, a un premier épisode d'une durée de 63 minutes et elle a été diffusée en deux parties. À partir du 16 octobre 2011, la chaîne américaine a diffusé les 7 premiers épisodes et les 6 derniers ont été diffusés après la pause hivernale, soit le 12 février 2012.

### Evènements principaux
Quelques jours après l'explosion du CDC, le groupe de survivants mené par Rick Grimes continue sa route vers un camp de réfugiés. En chemin, le groupe tombe sur une énorme horde de rôdeurs qui font fuir Sophia qui disparaît dans la forêt. En pleine recherche pour retrouver la petite fille, Carl est accidentellement touché par une balle et le groupe trouve refuge à la ferme de la famille des Greene qui soigne le petit garçon. Shane perd de plus en plus la raison après avoir tué un innocent pour ne pas être dévoré par les rôdeurs et est très souvent en désaccord avec Rick concernant ses prises de décision. Lori quant à elle découvre qu'elle est enceinte sans savoir réellement qui est le père de son enfant. Glenn entame une relation amoureuse avec Maggie Greene et se rend compte que la grange est infestée de rôdeurs. Tandis que Shane décide de l'ouvrir pour tous les abattre, le dernier rôdeur à en sortir est Sophia, à la surprise générale, qui est finalement achevée par Rick.
Au cours d'une escapade en ville pour retrouver Hershel, Rick et Glenn ramènent avec eux un otage du nom de Randall, membre d'un groupe qui tentait d'assassiner Rick et ses deux compagnons. Lori avoue finalement à Rick sa liaison avec Shane ainsi que sa grossesse et les deux décident de garder l'enfant sans savoir pour autant qui est le père biologique. Le groupe est ensuite tiraillé entre tuer Randall ou s'en servir comme main d'œuvre dans la vie à la ferme, risquant à tout moment qu'il s'échappe ou s'en prenne à eux. Alors que Dale est tué par un rôdeur, le groupe décide de respecter le choix du vieil homme et de garder Randall en vie contre l'avis de Shane qui lui tend un piège en l'entraînant dans la forêt pour lui briser la nuque. Faisant croire à une attaque de Randall qui vient se d'échapper, Shane entraîne Rick à « sa poursuite » dans l'unique but de l'éloigner du groupe et de le tuer par pure jalousie. Rick prend le dessus sur Shane et le poignarde en plein cœur, le tuant sur le coup. Une immense horde de rôdeurs détruit ensuite la ferme, poussant le groupe à quitter les terres des Greene. Rick apprend aux membres du groupe encore vivants ce que Jenner lui avait confie au CDC avant l'explosion : tous sont porteurs du virus et se transformeront une fois mort si leurs cerveaux ne sont pas détruits. Alors qu'il déclare également que la démocratie au sein du groupe n'existe plus, une prison est aperçue non loin d'eux.

## Distribution

### Acteurs principaux
- Andrew Lincoln (VF : Tanguy Goasdoué) : Rick Grimes
- Jon Bernthal (VF : Jérôme Pauwels) : Shane Walsh (épisodes 1 à 12)
- Sarah Wayne Callies (VF : Gaëlle Savary) : Lori Grimes
- Laurie Holden (VF : Déborah Perret) : Andrea Harisson
- Jeffrey DeMunn (VF : Jean-Luc Kayser) : Dale Horvath (épisodes 1 à 11)
- Steven Yeun (VF : Benoît DuPac) : Glenn Rhee
- Chandler Riggs (VF : Gwenaëlle Jegou) : Carl Grimes
- Norman Reedus (VF : Emmanuel Karsen) : Daryl Dixon

### Acteurs co-principaux
- Melissa McBride (VF : Françoise Rigal) : Carol Peletier

### Acteurs récurrents
- IronE Singleton (VF : Gilles Morvan) : T-Dog (12 épisodes)
- Lauren Cohan (VF : Marie Giraudon) : Maggie Greene, fille aînée d'Hershel Green (12 épisodes)
- Scott Wilson (VF : Michel Ruhl) : Hershel Greene (11 épisodes)
- Emily Kinney : Beth Greene, fille cadette d'Hershel (10 épisodes)
- Jane McNeill : Patricia Greene, la femme d'Otis (10 épisodes)
- James McCune : Jimmy, le petit ami de Beth Greene (10 épisodes)
- Madison Lintz : Sophia Peletier, la fille de Carol et d'Ed Peletier (4 épisodes)
- Michael Zegen : (VF : Stéphane Marais) : Randall Culver (4 épisodes)
- Pruitt Taylor Vince (VF : Paul Borne) : Otis (3 épisodes)

### Invités
- Michael Rooker (VF : Patrick Floersheim) : Merle Dixon, frère de Daryl Dixon (épisode 5 - apparaît lors d'une hallucination)
- Adam Minarovich : Ed Peletier (Flash-back dans l'épisode 5)
- Kelley Davis : Paula (épisode 2)
- Deja Dee : Maman 1 (épisode 2)
- Amy Cain : Maman 2 (épisode 2)
- Michael Raymond-James : Dave (épisode 8)
- Aaron Munoz : Tony (épisode 8 et 9)
- Amber Chaney : la femme d'Hershel (photo) (épisode 9)
- Phillip DeVona : Nate (épisode 9)
- Keedar Whittle : Sean (épisode 9)
- Danai Gurira : Michonne (épisode 13)

## Production
Le 31 août 2010, Frank Darabont a indiqué que The Walking Dead aura une deuxième saison. Le 8 novembre 2010, AMC confirme la deuxième saison, composée de treize épisodes. Frank Darabont annonce par la suite qu'il « aimerait également inclure quelques éléments de l'environnement qui ont lieu dans le tome 2 du livre de Robert Kirkman ».
Frank Darabont a annoncé le début du tournage de la deuxième saison pour février 2011 mais il n'a commencé qu'en juin 2011.

## Liste des épisodes
1. Ce qui nous attend
2. Saignée
3. Le Tout pour le tout
4. Rose Cherokee
5. Le Chupacabra
6. Secrets
7. Déjà plus ou moins mort
8. Nebraska
9. Le Doigt sur la détente
10. À dix-huit miles, au moins
11. Juge, Juré et Bourreau
12. Les Meilleurs Anges de notre nature
13. Près du feu mourant

### Épisode 1:Ce qui nous attend
- États-Unis : 16 octobre 2011 sur AMC[3]
- France : 
  - 20 novembre 2011 sur Orange Cinéchoc[4],[5]
  - 15 novembre 2013 sur NT1 (en clair)
- Belgique : sur Be Séries
- Suisse : sur RTS Un

- États-Unis : 7,26 millions de téléspectateurs[8] (première diffusion)
- France : 0,40 million de téléspectateurs[9] (première diffusion en clair)

- IronE Singleton (T-Dog)
- Madison Lintz (Sophia)

- Ce premier épisode a une durée exceptionnelle de 90 minutes[2], comptabilisant les coupures publicitaires aux États-Unis (63 minutes sans la publicité).

### Épisode 2:Saignée
- États-Unis : 23 octobre 2011 sur AMC
- France : 
  - 27 novembre 2011 sur Orange Cinéchoc[5]
  - 16 novembre 2013 sur NT1 (en clair)

- États-Unis : 6,7 millions de téléspectateurs[10] (première diffusion)
- France : 0,35 million de téléspectateurs[11] (première diffusion en clair)

- IronE Singleton (T-Dog)
- Lauren Cohan (Maggie Greene)
- Pruitt Taylor Vince (Otis)
- Emily Kinney (Beth Greene)
- Scott Wilson (Hershel Greene)
- Jane McNeill (Patricia)
- Kelley Davis (Paula)
- James Allen McCune (Jimmy)
- Deja Dee (Maman 1)

### Épisode 3:Le tout pour le tout
- États-Unis : 30 octobre 2011 sur AMC
- France :
  - 4 décembre 2011 sur Orange Cinéchoc[5]
  - 22 novembre 2013 sur NT1 (en clair)

- États-Unis : 6,1 millions de téléspectateurs[12] (première diffusion)
- France : 0,30 million de téléspectateurs[13] (première diffusion en clair)

- IronE Singleton (T-Dog)
- Lauren Cohan (Maggie Greene)
- Pruitt Taylor Vince (Otis)
- Scott Wilson (Hershel Greene)
- Jane McNeill (Patricia)

### Épisode 4:Rose Cherokee
- États-Unis : 6 novembre 2011 sur AMC
- France : 11 décembre 2011 sur Orange Cinéchoc[5]

- États-Unis : 6,29 millions de téléspectateurs[14] (première diffusion)

- IronE Singleton (T-Dog)
- Lauren Cohan (Maggie Greene)
- Brian Hillard (Zombie dans le puits)
- Scott Wilson (Hershel Greene)
- Jane McNeill (Patricia)
- James Allen McCune (Jimmy)
- Emily Kinney (Beth Greene)

### Épisode 5:Le Chupacabra
- États-Unis : 13 novembre 2011 sur AMC
- France : 18 décembre 2011 sur Orange Cinéchoc[5]

- États-Unis : 6,12 millions de téléspectateurs[15] (première diffusion)

- Michael Rooker (Merle Dixon)
- Emily Kinney (Beth Greene)
- James Allen McCune (Jimmy)
- Adam Minarovich (Ed Peletier)
- Melissa McBride (Carol Peletier)
- IronE Singleton (T-Dog)
- Lauren Cohan (Maggie Greene)
- Scott Wilson (Hershel Greene)
- Jane McNeill (Patricia)
- Madison Lintz (Sophia Peletier)

### Épisode 6:Secrets
- États-Unis : 20 novembre 2011 sur AMC
- France : 25 décembre 2011 sur Orange Cinéchoc[5]

- États-Unis : 6,08 millions de téléspectateurs[16] (première diffusion)

- James Alle McCune (Jimmy)
- IronE Singleton (T-Dog)
- Lauren Cohan (Maggie Greene)
- Scott Wilson (Hershel Greene)
- Emily Kinney (Beth Greene)
- Jane McNeill (Patricia)

### Épisode 7:Déjà plus ou moins mort
- États-Unis : 27 novembre 2011 sur AMC
- France : 1er janvier 2012 sur Orange Cinéchoc[5]

- États-Unis : 6,62 millions de téléspectateurs[17] (première diffusion)

- Amber Chaney (Epouse de Hershel)
- Madison Lintz (Sophia Peletier)
- Emily Kinney (Beth Greene)
- IronE Singleton (T-Dog)
- James Allen McCune (Jimmy)
- Lauren Cohan (Maggie Greene)
- Scott Wilson (Hershel Greene)
- Jane McNeill (Patricia)

Glenn avoue au reste du groupe que la grange est remplie de rôdeurs. Shane décide de s'occuper des rôdeurs à l'intérieur de la grange mais Dale a volé les armes pour les cacher dans la forêt. Il pense que Shane a menti au sujet d'Otis et que c'est lui qui l'a tué. Shane retrouve Dale et le menace avant de récupérer les armes. Il revient au camp très énervé, distribue des armes, ouvre la grange et laisse les rôdeurs sortir pour tous les éliminer.

### Épisode 8:Nebraska
- États-Unis : 12 février 2012 sur AMC[2]
- France : 18 mars 2012 sur Orange Cinéchoc[18],[5]

- États-Unis : 8,1 millions de téléspectateurs[19] (première diffusion)

- IronE Singleton (T-Dog)
- Madison Lintz (Sophia Peletier)
- Lauren Cohan (Maggie Greene)
- Emily Kinney (Beth Greene)
- Michael Raymond-James (Dave)
- Scott Wilson (Hershel Greene)
- Jane McNeill (Patricia)
- James Allen McCune (Jimmy)
- Aaron Munoz (Tony)
- Amber Chaney (Epouse d'Hershel)

Après que les rôdeurs de la grange ont été éliminés et que Sophia fut abattue par Rick, Hershel se rend seul en ville. Malgré le choc du groupe, Rick et Glenn décident d'aller le chercher car Beth est en état de choc. Inquiète pour Rick, Lori part à son tour les chercher et a un accident de voiture en percutant un rôdeur.
- Départ de la distribution secondaire de Madison Lintz qui interprète Sophia Peletier depuis la première saison.

### Épisode 9:Le Doigt sur la détente
- États-Unis : 19 février 2012 sur AMC
- France : 25 mars 2012 sur Orange Cinéchoc[5]

- États-Unis : 6,89 millions de téléspectateurs[20] (première diffusion)

- IronE Singleton (T-Dog)
- Lauren Cohan (Maggie Greene)
- Emily Kinney (Beth Greene)
- Michael Zegen (Randall)
- Scott Wilson (Hershel Greene)
- Jane McNeill (Patricia)
- James Allen McCune (Jimmy)
- Aaron Munoz (Tony)
- Phillip DeVona (Nate)
- Keedar Whittle (Sean)

### Épisode 10:À dix-huit miles, au moins
- États-Unis : 26 février 2012 sur AMC
- France : 1er avril 2012 sur Orange Cinéchoc[5]

- États-Unis : 7,04 millions de téléspectateurs[21] (première diffusion)

- Emily Kinney (Beth Greene)
- Lauren Cohan (Maggie Greene)
- Michael Zegen (Randall)

### Épisode 11:Juge, Juré et Bourreau
- États-Unis : 4 mars 2012 sur AMC
- France : 8 avril 2012 sur Orange Cinéchoc[5]

- États-Unis : 6,77 millions de téléspectateurs[22] (première diffusion)

- IronE Singleton (T-Dog)
- Lauren Cohan (Maggie Greene)
- Emily Kinney (Beth Greene)
- Michael Zegen (Randall)
- Scott Wilson (Hershel Greene)
- Jane McNeill (Patricia)
- James Allen McCune (Jimmy)

- Départ de l'acteur Jeffrey DeMunn dans le rôle de  Dale depuis le début de la série

### Épisode 12:Les Meilleurs Anges de notre nature
- États-Unis : 11 mars 2012 sur AMC
- France : 15 avril 2012 sur Orange Cinéchoc[5]

- États-Unis : 6,89 millions de téléspectateurs[23] (première diffusion)

- IronE Singleton (T-Dog)
- Lauren Cohan (Maggie Greene)
- Emily Kinney (Beth Greene)
- Michael Zegen (Randall)
- Scott Wilson (Hershel Greene)
- Jane McNeill (Patricia)
- James Allen McCune (Jimmy)

- Départ de Jon Bernthal de la distribution principale qui interprétait Shane Walsh depuis la première saison.

### Épisode 13:Près du feu mourant
- États-Unis : 18 mars 2012 sur AMC[1]
- France : 22 avril 2012 sur Orange Cinéchoc[5]

- États-Unis : 8,99 millions de téléspectateurs[24] (première diffusion)

- Jane McNeill (Patricia)
- James Allen McCune (Jimmy)